# Oliver Held
Oliver Held (Kiel, 10 settembre 1972) è un ex calciatore tedesco, di ruolo centrocampista.

## Palmarès

### Competizioni internazionali
- Coppa UEFA: 1

Schalke 04: 1996-1997